# Norberto Stroisch Filho
Norberto Stroisch Filho (Blumenau, 25 de agosto de 1955 – Florianópolis, 30 de janeiro de 2014) é um engenheiro civil e político brasileiro.
Filho de Norberto Stroisch e de Hilderbard Machota Stroisch. Casou com Eliana Silva Stroisch.
Nas eleições de 1994 foi candidato a deputado estadual para a Assembleia Legislativa de Santa Catarina pelo Partido da Frente Liberal (PFL), recebendo 16.946 votos, ficando segundo suplente e foi convocado para a 13ª Legislatura (1995-1999).